# Ieuan Wyn Jones
Ieuan Wyn Jones (Denbigh, 22 maggio 1949) è un politico gallese, membro del Plaid Cymru che ha diretto come presidente e come leader.
Precedentemente all'attività governativa come ministro e vice primo ministro del governo gallese, ha fatto parte del Parlamento del Regno Unito nella Camera dei comuni e dell'Assemblea nazionale per il Galles.

## Famiglia, istruzione e carriera
Nato a Denbigh, figlio di un ministro battista e di uno speaker gallese. Frequentò la Pontardawe Grammar School e Ysgol y Berwyn a Bala. Ha studiato giurisprudenza al Politecnico di Liverpool, dove ha incontrato Dafydd Elis-Thomas e successivamente ha frequentato l'Università di Londra.
È stato sposato con Eirian Llwyd fino alla sua morte nel 2014 e hanno avuto tre figli. Nel suo tempo libero gli piace studiare storia locale, le passeggiate e lo sport. È stato ammesso al Gorsedd nel 2001.
Ha lavorato come avvocato dal 1974 fino alla sua elezione a deputato per Anglesey nel 1987.
È stato presidente di Plaid Cymru tra il 1980 e il 1982 e tra il 1990 e il 1992.
Ha rappresentato Anglesey come membro del Parlamento per Plaid Cymru dal 1987 al 2001 e nell'Assemblea nazionale per il Galles dal maggio 1999 al 2013. È diventato presidente di Plaid Cymru dopo il pensionamento di Dafydd Wigley e in seguito alle elezioni del 2003 Dafydd Iwan è diventato presidente, e Ieuan Wyn Jones è stato eletto Capo del gruppo Plaid Cymru nell'Assemblea. Ha assunto la carica di Vice primo ministro succedendo a Mike German nel governo di coalizione Plaid Cymru nel 2007, e ha ricoperto l'incarico fino a quando i laburisti hanno formato un governo di minoranza nel 2011. Nel 2007 Jones è stato nominato "Politico dell'Anno" dalla BBC Wales.
Ha assunto l'incarico di direttore esecutivo del Menai Science Park nel 2013 e ha guidato il progetto durante la sua fase di sviluppo. Si ritirerà nella primavera del 2018, ma rimarrà direttore con M-SParc.

## Stile personale
Jones è descritto come un negoziatore molto intelligente e "un uomo di principi, affidabile e un buon ascoltatore" Dafydd Elis-Thomas, presidente dell'Assemblea, ha incontrato Ieuan Wyn Jones oltre 30 anni fa al college a Liverpool (il Politecnico di Liverpool) e disse di lui, "è un buon organizzatore di immensa forza". Ha anche affermato che Jones ha parlato individualmente con ciascun membro del suo gruppo prima di prendere una decisione e che il governo dell'Assemblea stava mantenendo ciò che prometteva.
Il suo stile è molto più gentile e silenzioso di quello di Rhodri Morgan. Jones è stato descritto dal leader del Partito Conservatore come "una persona su cui contare" e "ha un paio di mani molto sicure... è anche un buon leader per il suo partito"
Jones è essenzialmente un pragmatico che si fa strada nel mezzo - tra gli elementi socialisti dei membri del Galles del sud e gli attivisti linguistici di Anglesey e Gwynedd. Parlando della situazione dell'Irlanda del Nord a Stormont il 16 luglio 2007, Jones ha dichiarato: "Abbiamo visto anche in Galles, partiti che si riuniscono per condividere un programma di governo e condividere la determinazione per riuscire a migliorare la qualità della vita delle persone, di tutte le persone in tutto il paese...".